# Circondario di Altenkirchen (Westerwald)
Il circondario di Altenkirchen (Westerwald) (targa AK) è un circondario (Landkreis) della Renania-Palatinato, in Germania.

Il capoluogo è Altenkirchen (Westerwald), il centro maggiore Betzdorf.

## Geografia antropica

### Suddivisioni amministrative
Il circondario è composto da 119 comuni suddivisi in 6 comunità amministrative (Verbandsgemeinde). Cinque comuni sono classificati come città.

Tra parentesi gli abitanti al 31 dicembre 2021, il capoluogo della comunità amministrativa è contrassegnato da un asterisco.
- Verbandsgemeinde Altenkirchen-Flammersfeld

1. Almersbach (411)
2. Altenkirchen (Westerwald), città* (6 255)
3. Bachenberg (102)
4. Berod bei Hachenburg (561)
5. Berzhausen (204)
6. Birnbach (624)
7. Bürdenbach (623)
8. Burglahr (508)
9. Busenhausen (349)
10. Eichelhardt (501)
11. Eichen (540)
12. Ersfeld (68)
13. Eulenberg (47)
14. Fiersbach (272)
15. Flammersfeld (1 407)
16. Fluterschen (669)
17. Forstmehren (150)
18. Gieleroth (659)
19. Giershausen (99)
20. Güllesheim (741)
21. Hasselbach (305)
22. Helmenzen (889)
23. Helmeroth (196)
24. Hemmelzen (283)
25. Heupelzen (250)
26. Hilgenroth (304)
27. Hirz-Maulsbach (307)
28. Horhausen (Westerwald) (2 031)
29. Idelberg (66)
30. Ingelbach (489)
31. Isert (111)
32. Kescheid (129)
33. Kettenhausen (299)
34. Kircheib (519)
35. Kraam (172)
36. Krunkel (599)
37. Mammelzen (1 040)
38. Mehren (463)
39. Michelbach (Westerwald) (526)
40. Neitersen (1 067)
41. Niedersteinebach (205)
42. Obererbach (Westerwald) (556)
43. Oberirsen (615)
44. Oberlahr (761)
45. Obersteinebach (232)
46. Oberwambach (408)
47. Ölsen (77)
48. Orfgen (232)
49. Peterslahr (329)
50. Pleckhausen (810)
51. Racksen (142)
52. Reiferscheid (433)
53. Rettersen (352)
54. Rott (361)
55. Schöneberg (427)
56. Schürdt (262)
57. Seelbach (Westerwald) (275)
58. Seifen (115)
59. Sörth (254)
60. Stürzelbach (234)
61. Volkerzen (84)
62. Walterschen (155)
63. Werkhausen (234)
64. Weyerbusch (1 375)
65. Willroth (945)
66. Wölmersen (377)
67. Ziegenhain (165)

- Verbandsgemeinde Betzdorf-Gebhardshain

1. Alsdorf (1 512)
2. Betzdorf, città * (10 099)
3. Dickendorf (334)
4. Elben (334)
5. Elkenroth (1 838)
6. Fensdorf (374)
7. Gebhardshain (1 904)
8. Grünebach (504)
9. Kausen (768)
10. Malberg (1 004)
11. Molzhain (550)
12. Nauroth (1 174)
13. Rosenheim (Landkreis Altenkirchen) (754)
14. Scheuerfeld (2 068)
15. Steinebach/Sieg (1 283)
16. Steineroth (541)
17. Wallmenroth (1 185)

- Verbandsgemeinde Daaden-Herdorf

1. Daaden, città * (4 199)
2. Derschen (951)
3. Emmerzhausen (654)
4. Friedewald (1 090)
5. Herdorf, città (6 615)
6. Mauden (117)
7. Niederdreisbach (875)
8. Nisterberg (352)
9. Schutzbach (369)
10. Weitefeld (2 249)

- Verbandsgemeinde Hamm (Sieg)

1. Birkenbeul (426)
2. Bitzen (745)
3. Breitscheidt (991)
4. Bruchertseifen (761)
5. Etzbach (1 329)
6. Forst (602)
7. Fürthen (1 179)
8. Hamm (Sieg) * (3 563)
9. Niederirsen (89)
10. Pracht (1 462)
11. Roth (1 508)
12. Seelbach bei Hamm (136)

- Verbandsgemeinde Kirchen (Sieg)

1. Brachbach (2 296)
2. Friesenhagen (1 599)
3. Harbach (536)
4. Kirchen (Sieg), città * (8 380)
5. Mudersbach (5 839)
6. Niederfischbach (4 101)

- Verbandsgemeinde Wissen

1. Birken-Honigsessen (2 465)
2. Hövels (517)
3. Katzwinkel (Sieg) (1 743)
4. Mittelhof (976)
5. Selbach (Sieg) (769)
6. Wissen, città * (8 302)